# Interpol

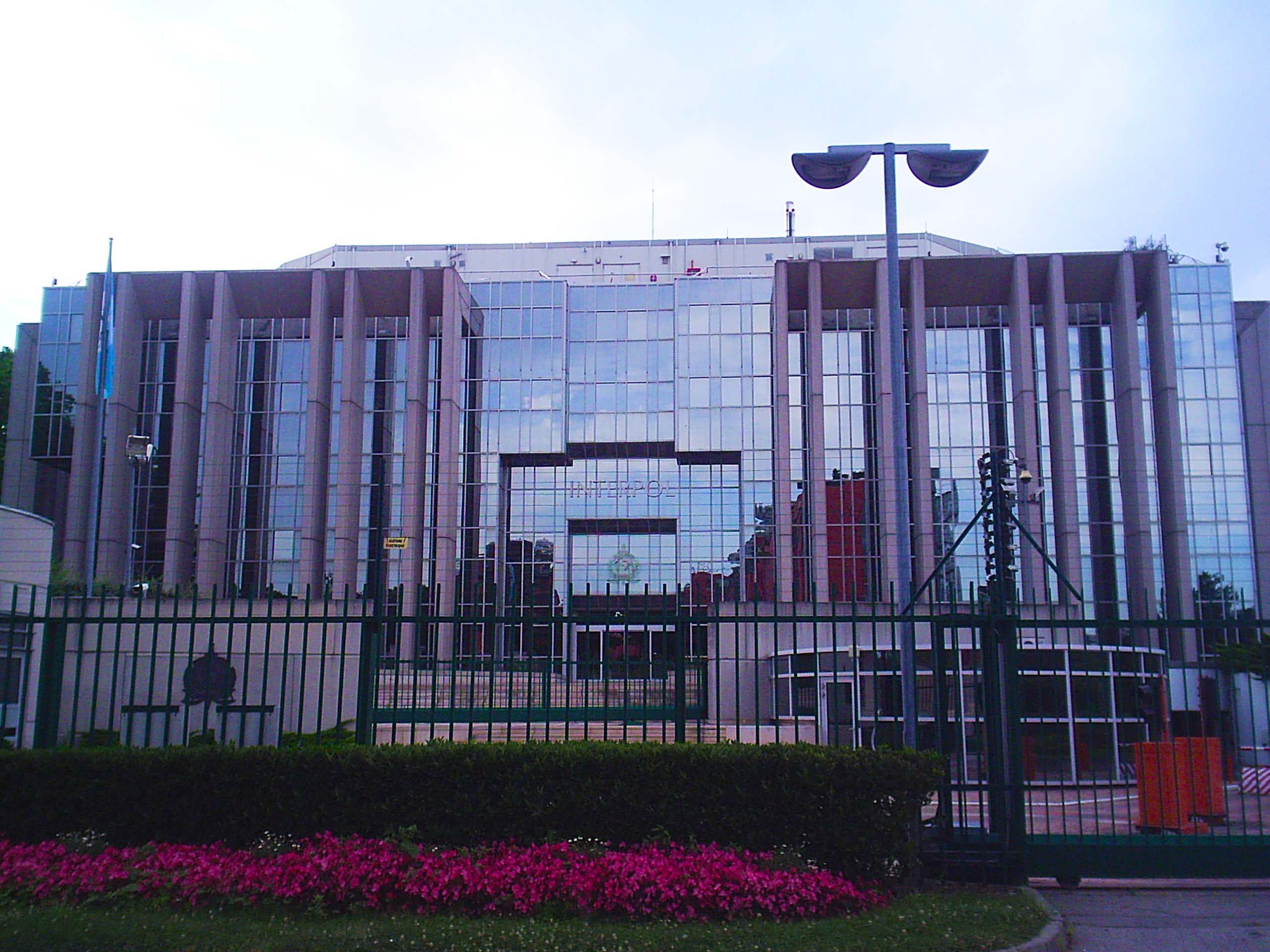
Sediul Interpol din Lyon

Interpol (acronimul termenului din engleză International Criminal Police Organization) este o organizație internațională de cooperare a forțelor de poliție. Creată în 1923, organizația numără 195 de state membre. Sediul organizației este în Lyon, Franța.
Interpol-ul are un buget anual de aproximativ 113 milioane de euro, majoritatea fiind furnizate prin contribuții anuale ale membrilor săi în forțele de poliție din 181 de țări (începând din 2018). În 2013, Secretariatul General al Interpol-ului a angajat un personal de 756, reprezentând 100 de țări membre. Actualul său secretar general este Jürgen Stock, fostul șef adjunct al Biroului Federal de Investigații Criminale al Germaniei. El l-a înlocuit pe Ronald Noble, un fost Subsecretar al Trezoreriei pentru Terorism și Inteligență Financiară al Statelor Unite, care a demisionat în noiembrie 2014 după ce a activat 14 ani. Președintele actual al Interpol este Kim Jong Yang din Coreea de Sud, înlocuindu-l pe Meng Hongwei, ministrul adjunct al Securității Publice din China, care se presupune că a demisionat printr-o scrisoare poștală semnată în octombrie 2018, după detenția și dispariția sa din partea autorităților chineze privind acuzațiile de corupție.
Pentru a menține Interpol-ul cât mai neutru din punct de vedere politic, statutul său interzice acestuia să întreprindă intervenții sau activități de natură politică, militară, religioasă sau rasială sau să se implice în litigii asupra unor astfel de probleme. Activitatea sa se concentrează în principal pe siguranța publică și lupta împotriva crimelor transnaționale împotriva umanității, a pornografiei infantile, a criminalității informatice, a traficului de droguri, a criminalității ecologice, a genocidului, a traficului de ființe umane, a producției ilicite de droguri, a încălcării drepturilor de autor, a persoanelor dispărute, traficul ilicit în opere de artă, încălcarea drepturilor de proprietate intelectuală, spălarea banilor, crima organizată, corupția, terorismul, crimele de război, contrabanda cu arme și criminalitatea cu guler alb.

## Constituție
Rolul INTERPOL-ului este definit de dispozițiile generale ale constituției sale.
Articolul 2 prevede că rolul său este:
„
1. Să asigure și să promoveze cea mai largă asistență reciprocă posibilă între toate autoritățile poliției penale în limitele legilor existente în diferite țări și în spiritul Declarației Universale a Drepturilor Omului.
2. Să stabilească și să dezvolte toate instituțiile care pot contribui efectiv la prevenirea și înlăturarea infracțiunilor de drept comun.”

Articolul 3 prevede:
„Este strict interzis ca organizația să întreprindă orice intervenție sau activități de natură politică, militară, religioasă sau rasială.”

## Emblemă
Emblema actuală a Interpol a fost adoptată în 1950 și include următoarele elemente:
- globul indică activitatea la nivel mondial
- ramurile de măsline reprezintă pacea
- sabia reprezintă acțiunea poliției
- cântarele înseamnă dreptate

## State membre și sub-birouri
Sub-birourile sunt afișate cursiv.
| - Afganistan - Albania - Algeria - Samoa Americană - Andorra - Angola - Anguilla - Antigua și Barbuda - Argentina - Armenia - Aruba - Australia - Austria - Azerbaijan - Bahamas - Bahrain - Bangladesh - Barbados - Belarus - Belgia - Belize - Benin - Bermuda - Bhutan - Bolivia - Bosnia și Herțegovina - Botswana - Brazil - British Virgin Islands - Brunei - Bulgaria - Burkina Faso - Burundi - Cambodia - Cameroon - Canada - Cape Verde - Cayman Islands - Central African Republic - Chad - Chile - China - Colombia - Comoros - Republica Congo - Republica Democrată Congo - Costa Rica - Coasta de Fildeș - Croația - Cuba |  | - Curaçao - Cyprus - Czech Republic - Denmark - Djibouti - Dominica - Dominican Republic - East Timor - Ecuador - Egypt - El Salvador - Equatorial Guinea - Eritrea - Estonia - Ethiopia - Fiji - Finland - France - Gabon - Gambia - Georgia - Germany - Ghana - Gibraltar - Greece - Grenada - Guatemala - Guinea - Guinea-Bissau - Guyana - Haiti - Honduras - Hong Kong - Hungary - Iceland - India - Indonesia - Iran - Iraq - Ireland - Israel - Italy - Jamaica - Japan - Jordan - Kazakhstan - Kenya - Republic of Korea - Kuwait - Kyrgyzstan - Laos |  | - Latvia - Lebanon - Lesotho - Liberia - Libya - Liechtenstein - Lithuania - Luxembourg - Macau - Macedonia - Madagascar - Malawi - Malaysia - Maldives - Mali - Malta - Marshall Islands - Mauritania - Mauritius - Mexico - Micronesia - Moldova - Monaco - Mongolia - Montenegro - Montserrat - Morocco - Mozambique - Myanmar - Namibia - Nauru - Nepal - Netherlands - New Zealand - Nicaragua - Niger - Nigeria - Norway - Oman - Pakistan - Panama - Papua New Guinea - Paraguay - Peru - Philippines - Poland - Portugal - Puerto Rico - Qatar - Romania - Russia |  | - Rwanda - St. Kitts and Nevis - St. Lucia - St. Vincent and the Grenadines - Samoa - São Tomé and Príncipe - Saudi Arabia - San Marino - Senegal - Serbia - Seychelles - Sierra Leone - Singapore - Sint Maarten - Slovakia - Slovenia - Somalia - South Africa - South Sudan - Spain - Sri Lanka - Sudan - Suriname - Swaziland - Sweden - Switzerland - Syria - Tajikistan - Tanzania - Thailand - Togo - Tonga - Trinidad and Tobago - Tunisia - Turkey - Turks and Caicos - Turkmenistan - Uganda - Ukraine - United Arab Emirates - United Kingdom - United States - Uruguay - Uzbekistan - Vatican City - Venezuela - Vietnam - Yemen - Zambia - Zimbabwe |  |

## Oficii
Suplimentar sediului Secretariatului General din Lyon, Interpol menține câteva birouri regionale:
- Buenos Aires, Argentina
- San Salvador, El Salvador
- Yaoundé, Camerun
- Abidjan, Côte d'Ivoire
- Nairobi, Kenya
- Harare, Zimbabwe
- Bangkok, Thailand

## Secretari generali și președinți

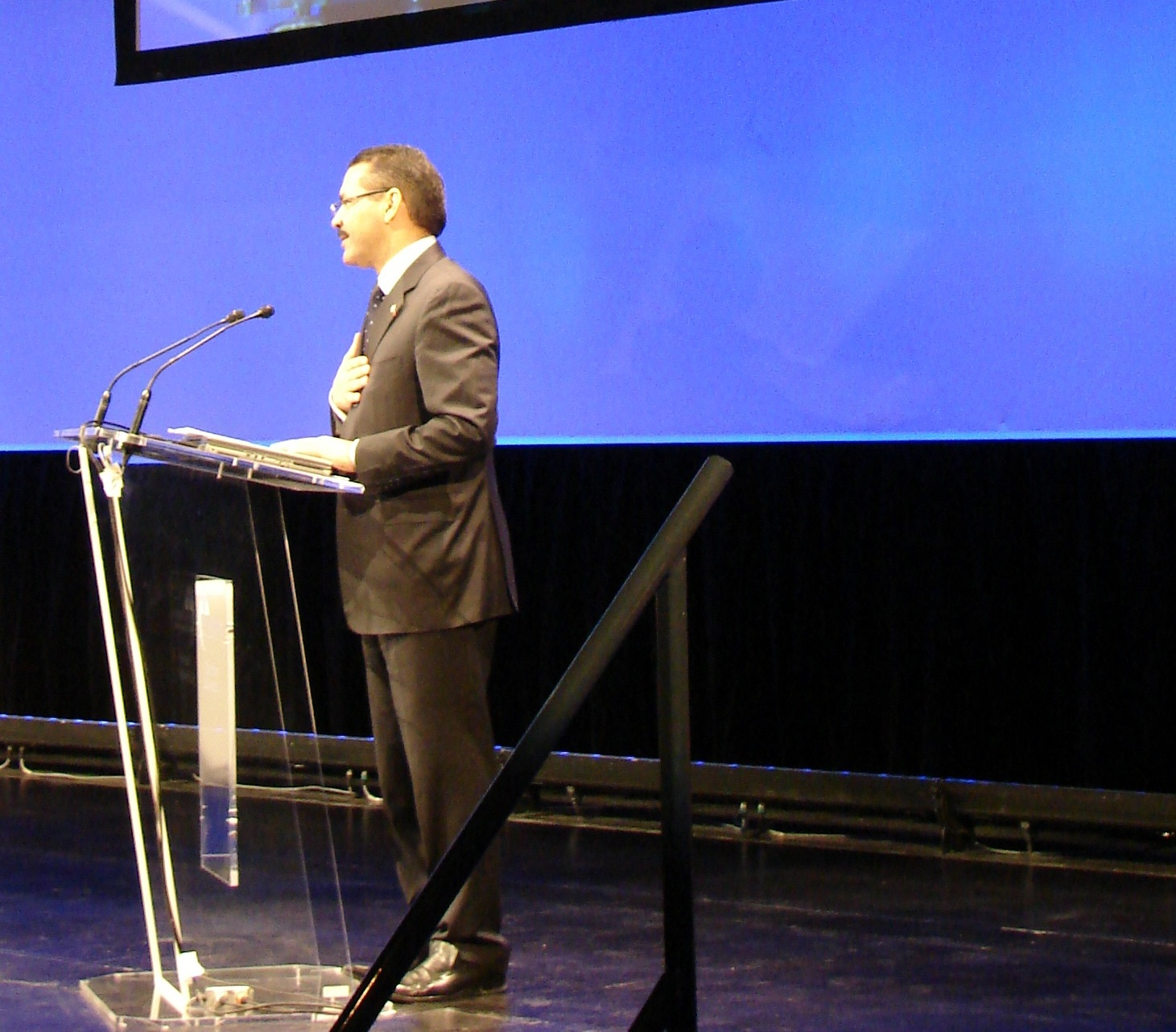
Ronald Noble la al 6-lea Congress Global pentru combaterea pirateriei

Secretarii generali de la înființarea organizației în 1923:
| Oskar Dressler  | 1923–1946    |
| Louis Ducloux   | 1946–1951    |
| Marcel Sicot    | 1951–1963    |
| Jean Népote     | 1963–1978    |
| André Bossard   | 1978–1985    |
| Raymond Kendall | 1985–2000    |
| Ronald Noble    | 2000–present |

Președinții Interpolului începând cu 1923:
| Johann Schober          | 1923–1932        |
| Franz Brandl            | 1932–1934        |
| Eugen Seydel            | 1934–1935        |
| Michael Skubl           | 1935–1938        |
| Otto Steinhäusl         | 1938–1940        |
| Reinhard Heydrich       | 1940–1942        |
| Arthur Nebe             | 1942–1943        |
| Ernst Kaltenbrunner     | 1943–1945        |
| Florent Louwage         | 1945–1956        |
| Agostinho Lourenço      | 1956–1960        |
| Richard Jackson         | 1960–1963        |
| Fjalar Jarva            | 1963–1964        |
| Firmin Franssen         | 1964–1968        |
| Paul Dickopf            | 1968–1972        |
| William Leonard Higgitt | 1972–1976        |
| Carl Persson            | 1976–1980        |
| Jolly Bugarin           | 1980–1984        |
| John Simpson            | 1984–1988        |
| Ivan Barbot             | 1988–1992        |
| Norman Inkster          | 1992–1994        |
| Björn Eriksson          | 1994–1996        |
| Toshinori Kanemoto      | 1996–2000        |
| Jesús Espigares Mira    | 2000–2004        |
| Jackie Selebi           | 2004–2008        |
| Arturo Herrera Verdugo  | interimar (2008) |
| Khoo Boon Hui           | Oct 2008–2012    |
| Mireille Balestrazzi    | Nov 2012–2016    |